# 贝尔方丹 (俄亥俄州)
贝尔方丹，是美国俄亥俄州洛根县的一个城市，为县府所在地。2011年人口13,322。贝尔方丹为贝尔方丹都会统计区的中心城市。市境内的坎贝尔山为俄亥俄州的海拔最高点。